# Kvaløya
Kvaløya és una gran illa del comtat de Finnmark, Noruega. L'illa té una superfície de 336 quilòmetres quadrats i està dividida entre els municipis de Hammerfest i Kvalsund. La ciutat de Hammerfest es troba a la costa occidental de l'illa.
L'illa està connectada amb el continent a través de la carretera nacional noruega 94 que creua el Pont Kvalsund a la part sud de l'illa. La major part dels assentaments a l'illa són a la riba occidental al llarg de la carretera 94. Hi ha una connexió de ferri entre Kvaløja i l'illa de Seiland al sud-oest. El punt més alt de l'illa muntanyosa és de 629 metres d'altura, la muntanya Svartfjellet.

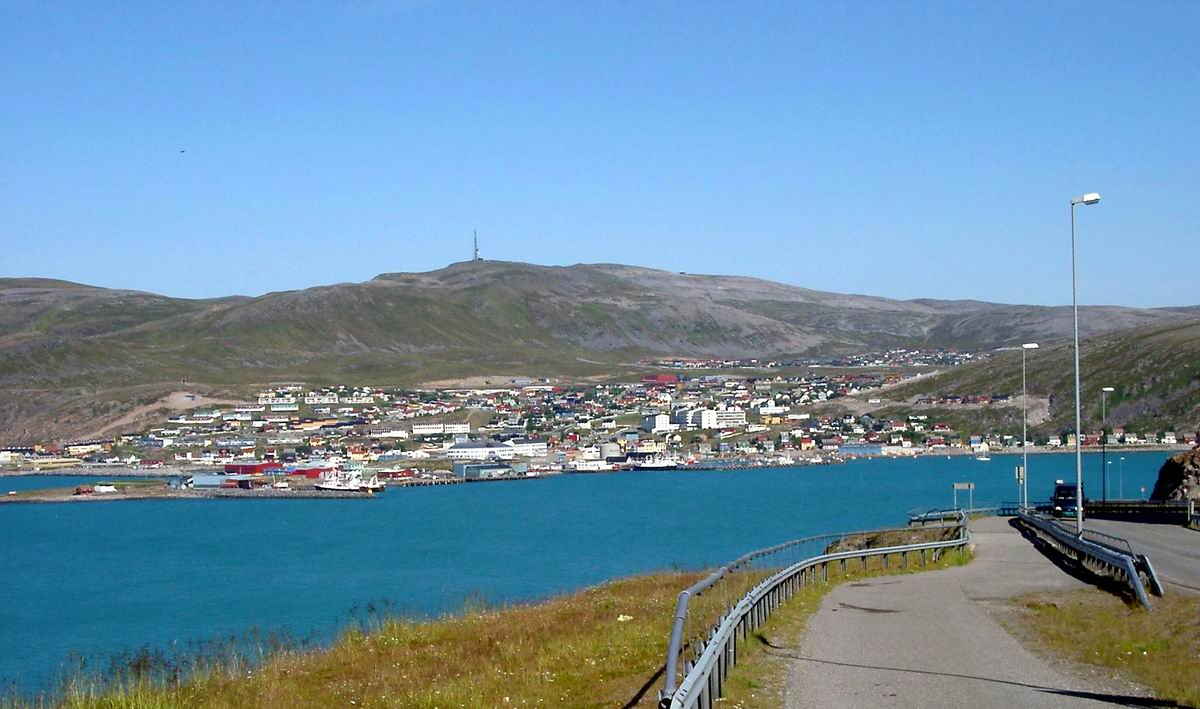
La ciutat de Hammerfest amb la muntanya Svartfjellet al darrere.